# Chiềng Ban
Chiềng Ban là một xã thuộc huyện Mai Sơn, tỉnh Sơn La, Việt Nam.
Xã Chiềng Ban có diện tích 35,73 km², dân số năm 1999 là 5288 người, mật độ dân số đạt 148 người/km².